# John H. Reed

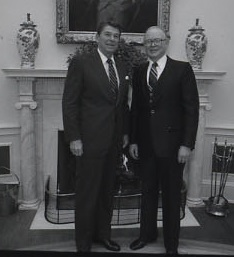
Ronald Reagan und John H. Reed (1982)

John Hathaway Reed (* 5. Januar 1921 in Fort Fairfield, Maine; † 31. Oktober 2012 in Washington, D.C.) war ein US-amerikanischer Politiker der Republikanischen Partei. Er war zwischen 1959 und 1967 Gouverneur des Bundesstaates Maine.

## Frühe Jahre
John Reed besuchte zunächst die örtlichen Schulen seiner Heimat und dann bis 1942 die University of Maine. Bis 1944 war er an der Harvard Naval Supply School. In der Endphase des Zweiten Weltkrieges diente er in der US Navy. Nach dem Krieg wechselte er in die Landwirtschaft und stieg in das Geschäft seines Vaters ein, der sein Geld mit dem Kartoffelanbau verdiente. Außerdem versuchte er sein Glück mit Pferderennen.

## Politische Laufbahn
Im Jahr 1953 war er für ein Jahr Mitglied einer Kommission zur Verbesserung des Trinkwassers von Maine. Zwischen 1955 und 1957 war er Mitglied im Repräsentantenhaus von Maine. Danach wechselte er in den Staatssenat über, wo er bald dessen Präsident wurde. In dieser Eigenschaft fiel ihm entsprechend der Staatsverfassung nach dem Tod von Gouverneur Clinton Clauson im Dezember 1959 dessen Amt zu.
Reeds erste Aufgabe war es, die angebrochene Amtszeit Clausons zu beenden. Im Jahr 1960 wurde er in einer Sonderwahl in diesem Amt bestätigt. Schließlich gewann er die nächsten regulären Gouverneurswahlen im Jahr 1962. Dies war die erste Wahl in Maine, bei der der Gouverneur auf vier Jahre gewählt wurde. Eine entsprechende Verfassungsänderung war erst kurz zuvor verabschiedet worden. John Reed war während seiner Gouverneurszeit Mitglied vieler Gouverneursvereinigungen, unter anderem der National Governors Association, deren Vorsitzender er 1965 war. Nach Ablauf seiner vier Jahre strebte er eine weitere Amtszeit an. Er unterlag aber bei den Wahlen des Jahres 1966 gegen Kenneth M. Curtis.

## Weiterer Lebenslauf
Als Anhänger von Präsident Lyndon B. Johnson und als Befürworter des Vietnamkrieges stand John Reed hoch in der Gunst der Bundesregierung. Johnson ernannte ihn 1966 zum Mitglied eines nationalen Ausschusses zur Verbesserung der Sicherheit im Transportwesen. Im Jahr 1976 wurde Reed als Nachfolger von Christopher Van Hollen Botschafter in Sri Lanka und 1981 auf den Malediven. Er war mit Cora Mitchell Davison verheiratet, mit der er zwei Kinder hatte. Reed starb am 31. Oktober 2012 in Washington, D. C. im Alter von 91 Jahren.